# Pran Kumar Sharma
Pran Kumar Sharma (15 de agosto de 1938 - 5 de agosto de 2014),conocido como Pran, fue un dibujante de cómics indio creador de Chacha Chaudhary (1971). También creó otros personajes como Shrimatiji, Pinki, Billo, Raman y Channi Chachi.

## Inicios y educación
Nacido en Kasur, India británica, Pran se licenció en bellas artes en Gwalior y estudió un máster en arte en Delhi. Tras esto realizó durante cinco años un curso a distancia en bellas artes en Escuela de Arte Sir J. J., en Mumbai, mientras permanecía en Delhi, pudiendo así solicitar un puesto como profesor de dibujo en los colegios, aunque finalmente lo dejó.

## Carrera
Pran comenzó su carrera en 1960 como dibujante para el periódico Milap con sede en Delhi con la tira cómica Daabu . Aparte de Daabu, el escenario de los cómics indios se basó en gran medida en reimpresiones de The Phantom y Superman . En 1969, Pran dibujó a Chacha Chaudhary para la revista hindi Lotpot, lo que lo hizo famoso. Pran también ha creado otros personajes de dibujos animados como Shrimatiji, Pinki, Billoo, Raman, Channi Chachi y otros, que se publican regularmente en revistas indias. Pran alcanzó cientos de miles de Kannadigas a través de su Putti, Raman que se publicaron en el diario Kannada Prajavani y Shrimathi que se publica en la revista Kannada Sudha. Fue incluido en People of the Year 1995 por Limca Book of Records por popularizar los cómics en India. En 1983, la entonces primera ministra de India,  Indira Gandhi lanzó los cómics de Pran " Raman - Ham Ek Hain ", que promovieron la integración nacional. Pran recibió un Lifetime Achievement Award 2001, del Instituto Indio de Dibujantes. Pran también ha dado lecciones de dibujos animados en el Instituto de Medios de Pran, dirigido por su hijo Nikhil.
Maurice Horn señala que a Pran se le ha dado el título de " Walt Disney of India" en The World Encyclopedia of Comics . Las tiras de Chacha Chaudhary encuentran un lugar permanente en el Museo Internacional de Arte de Dibujos Animados, Estados Unidos.

## Muerte
Sufría de cáncer de colon y posteriormente fue internado en un hospital de Gurgaon, donde murió el 5 de agosto de 2014 aproximadamente a las 9:30 p. m. hora local. Fue galardonado póstumamente con el Padma Shri, el cuarto premio civil más alto de la India, en 2015